# Geophila scortechinii
Geophila scortechinii är en måreväxtart som beskrevs av George King. Geophila scortechinii ingår i släktet Geophila och familjen måreväxter. Inga underarter finns listade i Catalogue of Life.